# Felix Francois
Felix Filip Charlie Francois, född 8 november 1990, är en svensk friidrottare, en sprinter som tävlar för Örgryte IS. Han vann SM-guld på 400 meter 2015.

## Karriär
År 2013 deltog Francois på 400 meter vid inomhus-EM i Göteborg men slogs ut i försöken med tiden 48,13. Han deltog också tillsammans med Nil de Oliveira, Johan Wissman och Dennis Forsman i det svenska stafettlaget på 4x400 meter som också slogs ut i försöken. 
Vid EM i Amsterdam år 2016 sprang han tillsammans med Axel Bergrahm, Erik Martinsson och Adam Danielsson i det svenska stafettlaget som slogs ut i försöken trots säsongsbästa på 3:04,95.
2018 började Francois arbetet med att byta distans från 400m till 800m.  På tävlingen Bannister Running Invitational #5 sommaren 2020 sprang han 800m på tiden 1.47.12 vilket innebar att Dan Waerns tidigare klubbrekord i Örgryte IS från 1961 (1.47.5) kuvades.
I februari 2022 vid inomhus-SM tog Francois silver på 800 meter efter ett lopp på 1.49,19.

## Personliga rekord
| Utomhus - 100 meter – 10,90 (Lerum, Sverige 30 maj 2015) - 100 meter – 10,74 (medvind) (Skara, Sverige 19 juni 2016) - 200 meter – 21,61 (Skara, Sverige 29 augusti 2015) - 300 meter – 33,98 (Mölndal, Sverige 3 augusti 2013) - 400 meter – 47,26 (Söderhamn, Sverige 8 augusti 2015) - 800 meter – 1.46,96 (Uppsala, Sverige 16 augusti 2020) | Inomhus - 60 meter – 7,15 (Malmö, Sverige 30 januari 2010) - 200 meter – 22,08 (Växjö, Sverige 24 januari 2016) - 300 meter – 34,70 (Berlin, Tyskland 7 januari 2012) - 400 meter – 47,41 (Norrköping, Sverige 17 februari 2013) - 500 meter – 1.02,54 (Stockholm, Sverige 17 februari 2016) - 800 meter – 1.48,26 (Göteborg, Sverige 5 februari 2022) |

### Fotnoter
1. ↑  ”Stora SM 2012, dag 2”. swedishtiming.se. Arkiverad från originalet den 30 augusti 2012. https://web.archive.org/web/20120830084623/http://www.swedishtiming.se/resultat/120825.htm. Läst 16 april 2013.
2. ↑  ”Stora SM 2015, dag 2”. trackandfield.se. http://www.trackandfield.se/resultat/2015/150808.htm. Läst 31 oktober 2015.
3. ↑  ”Stafett-SM 2018-05-26/27”. trackandfield.se. http://trackandfield.se/resultat/2018/180526_27.htm. Läst 5 september 2018.
4. ↑  ”Stafett-SM 2019-05-25/26”. huddingeais.se. https://data.huddingeais.se/tavling/19/stafettsm/190525.htm. Läst 25 augusti 2019.
5. ↑  ”Resultat: Friidrotts-SM, Uppsala 14‐16.8.20”. friidrottsstatistik.se. https://www.friidrottsstatistik.se/resultsswe.php?CID=12968582&Season=2020. Läst 1 september 2020.
6. ↑  ”SM-JSM-USM-VSM Stafett, Huddinge 31.7-1.8.21”. friidrottsstatistik.se. https://www.friidrottsstatistik.se/resultsswe.php?CID=12993132&Season=2021. Läst 29 augusti 2021.
7. ↑  ”Resultat: Friidrotts-SM, Norrköping 5‐7.8.22”. friidrottsstatistik.se. https://www.friidrottsstatistik.se/resultsswe.php?CID=13019519&Season=2022. Läst 7 augusti 2022.
8. ↑  ”Resultat: SM-JSM-USM-VSM Stafett, Göteborg/S 28‐29.5.22”. friidrottsstatistik.se. https://www.friidrottsstatistik.se/resultsswe.php?CID=13014836&Season=2022. Läst 6 augusti 2022.
9. ↑  ”Resultat: SM-JSM-USM-VSM Stafett, Västerås 24‐25.5.25”. friidrottsstatistik.se. https://www.friidrottsstatistik.se/resultsswe.php?CID=13104870&Season=2025. Läst 1 augusti 2025.
10. ↑  ”Stora inne-SM 2013, resultat”. trackandfield.se. http://www.trackandfield.se/Resultat/2013/130215.htm. Läst 18 februari 2013.
11. ↑  ”Stora inne-SM 2014 dag 2, resultat”. trackandfield.se. http://www.trackandfield.se/resultat/2014/140223.htm. Läst 29 januari 2015.
12. ↑  ”Stora inne-SM 2016, resultat”. livetiming.se. Arkiverad från originalet den 24 juni 2016. https://web.archive.org/web/20160624013514/http://livetiming.se/track/ism16/. Läst 26 maj 2016.
13. ↑  ”ISM i friidrott - Växjö 25-26 februari 2017”. telekonsultarena.se. Arkiverad från originalet den 3 september 2017. https://web.archive.org/web/20170903123052/http://telekonsultarena.se/resultat/ISM17/Resultat.php. Läst 7 mars 2017.
14. ↑  ”Resultat: Inomhus-SM, Malmö/A 19‐21.2.21 Inne”. friidrottsstatistik.se. https://www.friidrottsstatistik.se/resultsswe.php?CID=12976657&Season=2021. Läst 23 juli 2021.
15. 1 2 3 4 5 6 7 8 9 10 11 12 13  ”Personsida hos World Athletics” (på engelska). worldathletics.org. https://www.worldathletics.org/athletes/sweden/felix-francois-14404391. Läst 4 oktober 2019.
16. ↑  ”Personsida hos Ratsit”. ratsit.se. http://www.ratsit.se/19901108-Felix_Filip_Charlie_Francois_Kullavik/LSi5Y5bnml_gsAIX3ECmy7-D6jVGrpuJU1T11LkvU0M. Läst 19 november 2015.
17. ↑  ”Felix krigade hela vägen”. friidrott.se. 1 mars 2013. Arkiverad från originalet den 24 augusti 2017. https://web.archive.org/web/20170824005505/http://www.friidrott.se/live.aspx?id=201&1. Läst 23 augusti 2017.
18. ↑  ”European Athletics Indoor Championships - Göteborg 2013” (på engelska). european-athletics.org. http://www.european-athletics.org/competitions/european-athletics-indoor-championships/history/year=2013/results/index.html#. Läst 23 augusti 2017.
19. 1 2  ”Felix Francois byter distans?”. Göteborg friidrott. 23 januari 2018. Arkiverad från originalet den 27 juli 2020. https://web.archive.org/web/20200727161759/https://www.goteborgfriidrott.se/Nyheter/felixfrancoisbyterdistans3. Läst 27 juli 2020.
20. ↑  ”En lång och oförglömlig Vallenlördag”. friidrott.se. 27 juli 2020. http://oisfriidrott.se/en-lang-och-oforglomlig-vallenlordag/. Läst 27 juli 2020.
21. ↑  ”Sjunde raka ISM-titeln för Andreas Kramer”. friidrottaren.com. 26 februari 2022. https://www.friidrottaren.com/sjunde-raka-ism-titeln-for-andreas-kramer/. Läst 28 mars 2022.
22. 1 2 3 4 5 6 7 8  ”Personsida på European Athletics' webbplats” (på engelska). european-athletics.org. https://www.european-athletics.com/historical-data/athletes/sweden/felix-francois-014404391. Läst 4 oktober 2019.